# Batalla de Xiaoting
La batalla de Xiaoting (猇亭之戰), també coneguda com la batalla de Yiling (夷陵之戰), és una batalla famosa que va tenir lloc l'any 222 durant el període dels Tres Regnes de l'antiga Xina. La batalla va ser disputada entre Shu Han i Wu Oriental en les planúries de Yiling (en l'actualitat Yichang en la Província Hubei). La batalla va ser molt important per la victòria decisiva de Wu, que va detenir la invasió de Wu per part de Liu Bei i precedí la posterior mort de Liu Bei en Baidicheng.